# Patreliura furculata
Patreliura furculata là một loài bướm đêm thuộc phân họ Arctiinae, họ Erebidae.